# Balumbal
Balumbal (ook: Mulaaxo) is een dorp in het district Oodweyne, regio Togdheer, in de niet-erkende staat Somaliland, en dus formeel gelegen in Somalië. Het ligt aan de grens met Ethiopië.
Balumbal ligt op een savanne-achtige hoogvlakte, de zgn. Haud, ca. 960 m hoog, en hemelsbreed ruim 88 km ten zuiden van de districtshoofdstad Oodweyne. Balumbal bestaat uit één straatje met dicht opeengepakte bebouwing en wat lossere bebouwing eromheen. Ca. 600 m ten noordoosten van het dorp ligt een drinkpoel voor vee; ook liggen er ruim 40 berkads (rechthoekige uitgegraven waterbassins, meestal omheind) rondom het dorp. De regio leeft vnl. van rondtrekkend vee.
Balumbal is via zandpaden verbonden met de rest van het district. Dorpen in de buurt zijn Haji Saleh (10,9 km oostelijk), Reidab Khatumo (15 km westelijk), beiden ook aan de Ethiopische grens gelegen; Obsiiye (16,3 km naar het noordoosten) en Gedobeh (21,2 km noordelijk).

## Klimaat
Balumbal heeft een gemiddelde jaartemperatuur van 23,9 °C; de temperatuurvariatie is gering; de koudste maand is januari (gemiddeld 21,0°); de warmste september (26,0°). Regenval bedraagt jaarlijks ca. 253 mm (ter vergelijking: in Nederland ca. 800 mm) met april en mei als de twee natste maanden waarin ongeveer de helft van de jaarlijkse regen valt (de zgn. Gu-regens). In september-oktober is er een tweede, minder uitgesproken regenseizoen, de zgn. Dayr-regens. Het droge seizoen is van december - februari.